# Mischocyttarus duidensis
Mischocyttarus duidensis är en getingart som beskrevs av Richards 1945. Mischocyttarus duidensis ingår i släktet Mischocyttarus och familjen getingar. Inga underarter finns listade i Catalogue of Life.